# Чесменский, Александр Алексеевич
Александр Алексеевич Чесменский (1763—1820) — генерал-майор русской императорской армии, участник войны против Костюшко.

## Биография
Родился приблизительно в 1763 году. Имеется версия, что матерью его являлась печально известная княжна Тараканова, провозгласившая себя внучкой Петра l, а отцом, — знаменитый граф Алексей Григорьевич Орлов-Чесменский, который не бросил затем незаконного своего ребёнка на произвол судьбы, и с позволения императрицы Екатерины II дал ему фамилию Чесменский, и занялся его воспитанием и образованием. В 1768 году заботы о подрастающем были вверены дяде его Владимиру Григорьевичу Орлову, так как Алексей Григорьевич принужден был принять участие в 1-й Турецкой войне.
В 1770 году Чесменский в числе других молодых людей был отправлен за границу, в Педагогиум в Галле, для получения образования. По возвращении в Россию он поступил на службу сержантом гвардии 1 июля 1774 года. В 1786—1787 годах был членом петербургской масонской ложи «Молчаливости» (Скромности).
В 1788 году Чесменский уже в чине подполковника участвовал в походе в Финляндию, где сражался против шведов. В 1789 году, 21 апреля, он был пожалован в полковники в Санкт-Петербургском драгунском полку.
В 1789 году был в делах с турками и принимал участие в сражении при Аккермане и при взятии Бендер. С июля 1789 года по апрель 1790 года он исполнял должность дежурного полковника при Г. А. Потёмкине.
С 11 мая 1792 года по 12 марта 1793 года Чесменский находился в Польше, а когда вспыхнуло возмущение Костюшки, он снова туда вернулся и принял участие в военных действиях против поляков. 6 июля 1794 года был в сражении у местечка Баруни, 7-го — близ деревни Новоселок, 24-го — при разбитии неприятеля у местечка Лиды, 8 июля при атаке батареи и ретраншементов под Вильной и в сражении на Погулянке, 31 при поражении неприятеля у Вильны, при занятии города, и вблизи на Погулянке.
15 сентября 1794 года Чесменский был награждён орденом св. Георгия IV класса (№ 536 по кавалерскому списку Судравского и № 1051 по списку Григоровича — Степанова)
За отличную храбрость, оказанную против польских мятежников при овладении укреплениями и городом Вильною, где нанес поражение неприятелю.
1 января 1795 года Чесменский был пожалован в бригадиры и в начале 1796 года — в генерал-майоры. По смерти Алексея Григорьевича Орлова дочь его Анна Алексеевна поручила все дела по имению в 1808 г. Александру Алексеевичу под главным руководством дяди его Владимира Григорьевича.

Скончался 27 февраля (10 марта) 1820 года в Москве, похоронен на кладбище Донского монастыря. А. Я. Булгаков писал:
Здесь умер Чесменский водяной в груди… Он от живой жены женился на Жеребцовой; первая жена спрятана, женитьба последняя не признанна, он от грусти начал чахнуть, сделался как спичка и, наконец, умер, оставив весьма запутанные дела. Слава Богу, детей нет.

## Семья

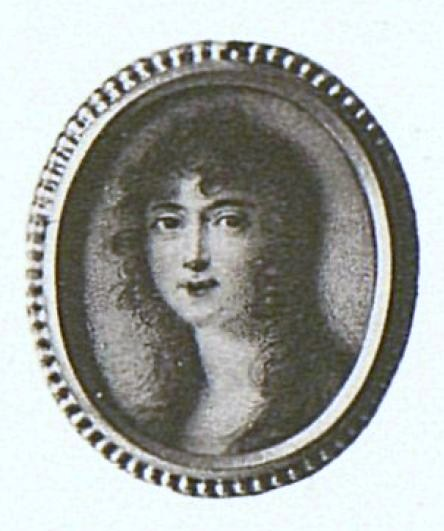
Анна Николаевна, жена

Был женат на польке Анне Николаевне Соболевской, бросившей ради Чесменского своего сына и первого мужа Пиотровского. В 1797 году сопровождала графа А. Г. Орлова в качестве невесты сына в его заграничном путешествии. Граф называл её дочкой, она же называла его благодетелем. Получив развод в июне 1797 года, обвенчалась с А. А. Чесменским в Дрездене. Но их бездетный брак оказался неудачным.
В 1816—1817 годах Чесменский увлёкся дочерью полковника Екатериной Жеребцовой и потребовал от жены формального развода за 120 тыс. рублей отступных. Не исполнив обещания, Чесменский тайно женился на Жеребцовой. Анна Николаевна подала на мужа жалобу в суд, возникло дело о двоеженстве Чесменского, прекратившееся с его смертью.
Кроме того, одновременно с делом о двоеженстве Чесменского возник и другой судебный процесс: Андрей Давыдович Михельсон просил признать недействительным его брак с женой, которая, в свою очередь, жаловалась, что Михельсон в 1817 году бросил её с детьми без средств ради Чесменской. Впоследствии, 23 мая 1823 года Анна Николаевна Чесменская вышла замуж за Михельсона.